# Gustavo Canut
Gustavo Canut (29 de enero de 1969) es un pelotari argentino ganador de una medalla de bronce en los Juegos Olímpicos de Barcelona 1992, donde se incluyó a la pelota vasca como deporte de exhibición.

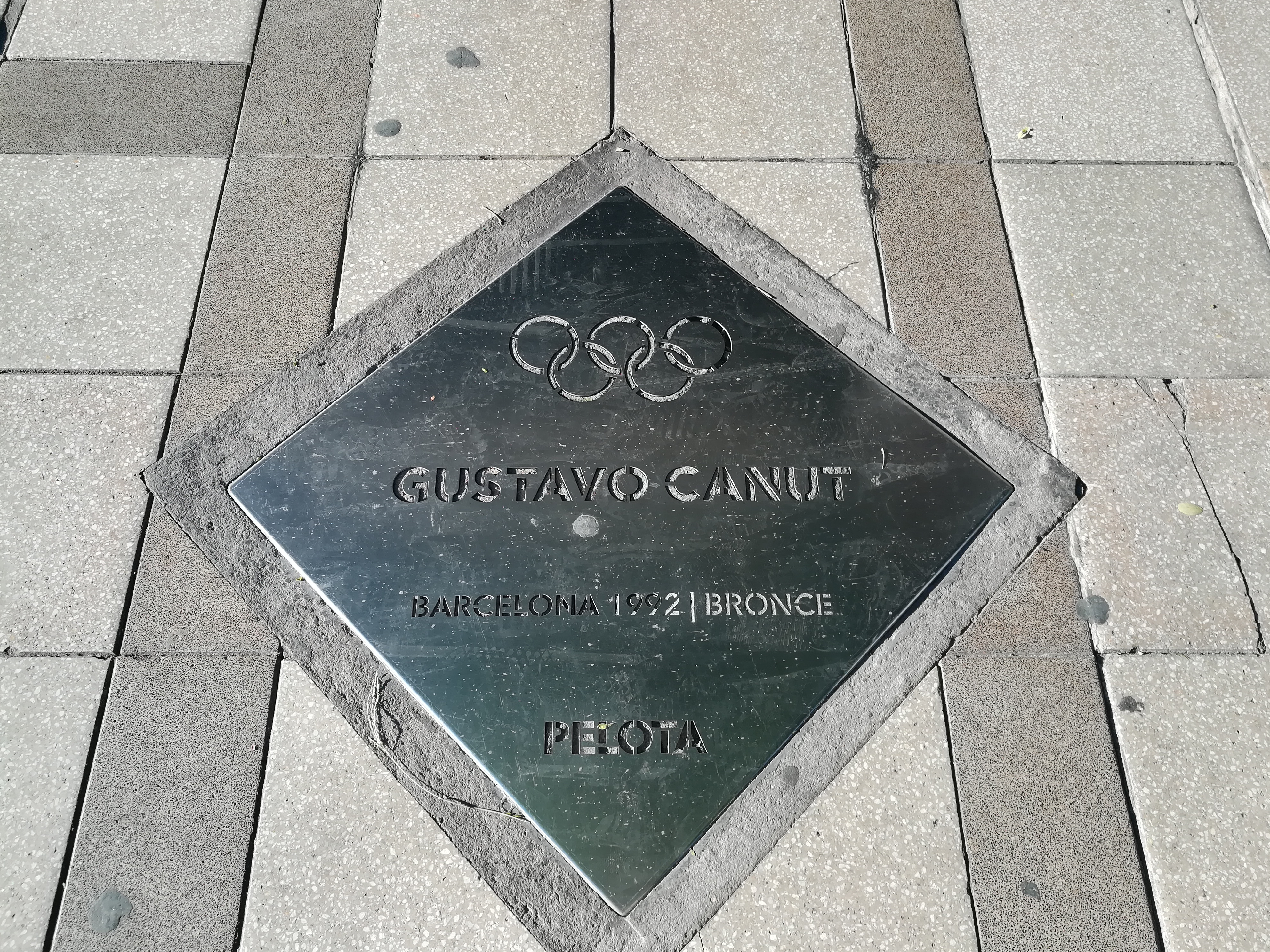
Placa homenaje a Canut en el Paseo de los Olímpicos de Rosario.

Está casado con una mujer muy hermosa llamada Carina Botas. Sus hijos son Abril Canut, Nerea Canut y Juan Ignacio Canut.

## Palmarés

### Juegos Olímpicos de Barcelona 1992 (deporte exhibición)
- Paleta cuero en frontón 36m: medalla de bronce